# Heather M. Hodges
Heather M. Hodges (Cleveland, 1946) es una diplomática estadounidense, que se desempeñó como embajadora de su país en Ecuador y Moldavia.

## Biografía
Nacida en Ohio, tiene un Bachelor of Arts en idioma español del Colegio de St. Catherine, en Saint Paul (Minnesota), y una maestría de la Universidad de Nueva York.
Se unió al Servicio Exterior de los Estados Unidos en 1980 y fue asignada a Caracas, Venezuela, luego a Guatemala y más tarde en Washington, D. C. En 1987, la recibió una Beca Pearson para trabajar en el Congreso de los Estados Unidos como asesora del Subcomité del Senado sobre Inmigración y Asuntos de Refugiados. En enero de 1989, se convirtió en Cónsul General en Bilbao, España. En 1991, regresó a Washington para ocupar el cargo de Subdirectora de la Oficina de Asuntos Cubanos.
En 1993, fue asignada a Managua, Nicaragua, como Jefa de Misión adjunta, desempeñando luego el mismo cargo en Lima, Perú, de julio de 1997 a mayo de 2000, y en Madrid, entre junio de 2000 y julio de 2003. Antes de ser nombrada. Fue embajadora de los Estados Unidos en Moldavia de septiembre de 2003 a mayo de 2006, desempeñándose luego como Secretaria Adjunta de la Oficina del director general del Departamento de Estado.

### Ecuador
Prestó juramento en el Departamento de Estado como Embajadora de los Estados Unidos en Ecuador el 15 de julio de 2008, llegando al país sudamericano a principios de agosto, y presentó sus credenciales al presidente Rafael Correa el 2 de octubre de 2008.
El 4 de abril de 2011, el periódico español El País informó que Hodges había expresado su preocupación por la corrupción de la Policía Nacional de Ecuador a través de un cable con fecha 10 de julio de 2009, que fue filtrado por Wikileaks. Advirtió que el comandante de la Policía Nacional, Jaime Aquilino Hurtado, podría estar involucrado en actividades ilegales. Según el New York Times, esto implicaba «su posible participación en planes para extorsionar sobornos de una unión de taxistas, robar fondos públicos y facilitar el tráfico de inmigrantes indocumentados chinos». También recomendó a los Estados Unidos revocar la visa de Hurtado. También observó que el presidente Rafael Correa pudo haber sabido sobre Hurtado. El 5 de abril de 2011, Ecuador expulsó a Hodges del país luego de que ella no otorgase al gobierno ecuatoriano una explicación satisfactoria de las acusaciones hechas públicas en los cables diplomáticos de Wikileaks.

## Distinciones
Antes de abandonar España, el gobierno español le otorgó la Encomienda de Número de la Orden de Isabel la Católica por sus contribuciones a las relaciones entre España y Estados Unidos. El gobierno de Moldavia le otorgó el Premio de Honor en 2006, y el mismo año se le otorgó un Premio al Servicio Meritorio Presidencial.